# Pull and Bear
Pull and Bear é uma rede de lojas de roupas criada em 1991 pelo espanhol Grupo Inditex. Começou suas operações em Portugal, em 1992, e em seguida abriu lojas na Grécia e Malta. No total, apresenta 459 lojas, distribuídas um pouco por toda a Europa, América Latina e Ásia (sobretudo no Oriente Médio inclusive lojas em dois países do norte de África — Egito e Marrocos).
A loja apresenta como público alvo o público adolescente e jovem adulo e é caracterizada pelo estilo urbano moderno.